# 金鶏
『金鶏』（きんけい、ロシア語: Золотой петушок、フランス語: Le Coq d'or）は、ニコライ・リムスキー＝コルサコフ作曲のオペラである。プロローグとエピローグを伴う3幕からなり、リムスキー＝コルサコフが作曲した最後のオペラ（15作目）に当たる。

## 概要
リムスキー＝コルサコフは15のオペラを作曲したが、このオペラ『金鶏』は亡くなる前の年の1906年から翌年の1907年にかけて作曲され、事実上最後のオペラとなった。プーシキンの原作（ワシントン・アーヴィング『アルハンブラ物語』の中の2つの話「風見鶏の家」と「アラビアの占星術師」にもとづく）をもとにウラディーミル・ベリスキー (Владимир Бельский, Vladimir Bel'sky) がリブレットを書き、作曲されたが、ストーリーが風刺的で明らかに帝政ロシアに対する体制批判であったため、検閲を通過できずに当局から台詞の変更を求められた。初演は1909年10月7日（ユリウス暦9月24日）、エミール・クーパーの指揮、モスクワのジーミンオペラ (Zimin Opera) によりソロドヴニコフ劇場 (Театр Солодовникова, Solodovnikov Theatre) で行なわれたが、リムスキー＝コルサコフは1908年に世を去っていた。

## 楽器編成
ピッコロ、フルート2（第2はピッコロ持ち替え）、オーボエ2、クラリネット2、バスクラリネット、ファゴット2、コントラファゴット、ホルン4、トランペット2、アルトトランペット、トロンボーン3、チューバ、ティンパニ、トライアングル、タンブリン、スネアドラム、鞭、シンバル、バスドラム、シロフォン、グロッケンシュピール、鐘、チェレスタ、ハープ2、弦五部

## 配役
- ドドン王：バス
- グヴィドン王子：テノール
- アフロン王子：バリトン
- ポルカン大臣：バス
- 女官長アメールファ：アルト
- 星占い師：テノール
- シェマハの女王[注 1]：ソプラノ
- 金鶏：ソプラノ
- 貴族、兵士、民衆、女奴隷：合唱

## 演奏時間
約2時間（各45分、45分、30分）

## あらすじ

### プロローグ
序奏として、「金鶏のモティーフ」、「シェマハの女王のモティーフ」、「星占い師のモティーフ」などが管弦楽で奏された後、星占い師が登場し、観客に向かって「これからおとぎ話が始まる。架空の話ではあるが教訓も秘められている。」と述べて退場する。

### 第1幕
ドドン王の宮殿。

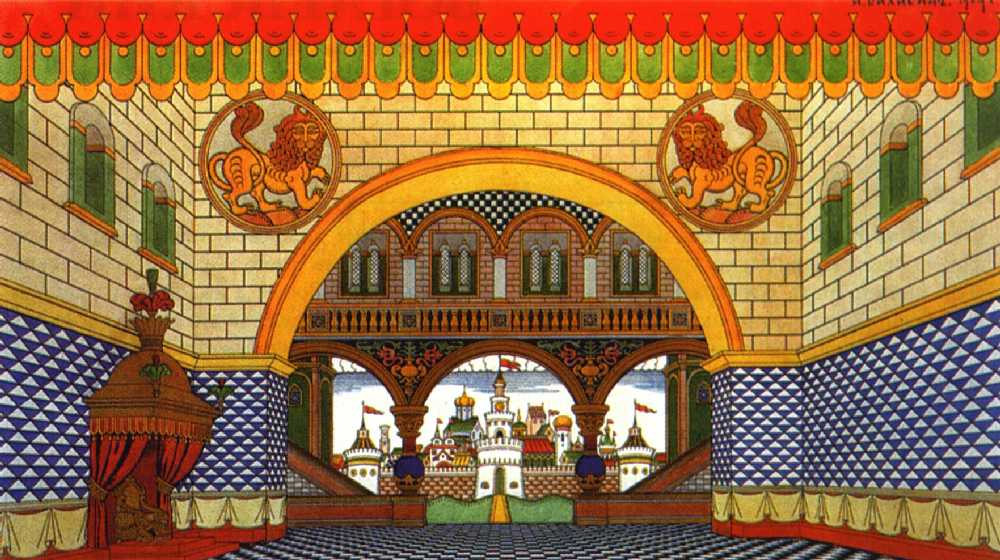
イヴァン・ビリビンによるドドン王の宮殿のデザイン、1909年。

2人の王子、ポルカン大臣、貴族らを召集してドドン王が会議を開いている。王は外敵の侵攻の気配に心を痛めており、何か妙案はないか皆に諮る。グヴィドン王子は、軍隊を国境から引き揚げて、都で英気を養って反撃しようと提案するが、ポルカンは敵が城下で大砲を撃ったらお終いだと反対する。次にアフロン王子が敵が攻めて来る一月前に先制攻撃を仕掛けようと提案するが、ポルカンは敵が攻めて来るのを予告することがあるのかとまたもや反対する。何でも反対するポルカンに皆は怒り殴りかかる。あらためて王が皆に意見を求めるが、誰も良い知恵が浮かばない。その時、王のもとに星占い師が現れ、危機が迫るとそれを知らせるという金鶏を献上する。金鶏は、「キリキ、キリクク！寝ころんで治めろ！」と叫ぶ。皆は驚嘆し、ドドン王は喜んで、何でも望みを叶えようと星占い師に約束する。
星占い師や王子、貴族たちが退いた後、金鶏は「寝ころんで治めろ」と鳴き、ドドン王は女官長アメールファの世話を受けながら昼寝に入る。突然、金鶏が「キリキ、キリクク！気をつけろ！」と叫ぶ。ポルカンが敵の来襲を告げるので、王は気乗りのしないグヴィドン、アフロン両王子に出陣を命じる。王子らの出陣を見送ると、金鶏は再び「寝ころんで治めろ」と鳴くので、王は再びまどろみ見知らぬ美女の夢を見る。アメールファ、近衛兵ら皆もまどろむ。
またも金鶏が「気をつけろ！」と叫び、都の民衆は恐慌状態となる。ドドン王は気乗りしないまま、ポルカンに急き立てられて馬上の人となり自ら出陣する。民衆は王の身を案じながらも、「我らの王様、万歳！」と合唱し、王の出陣を勇壮な行進曲で見送る。

### 第2幕
夜の戦場。

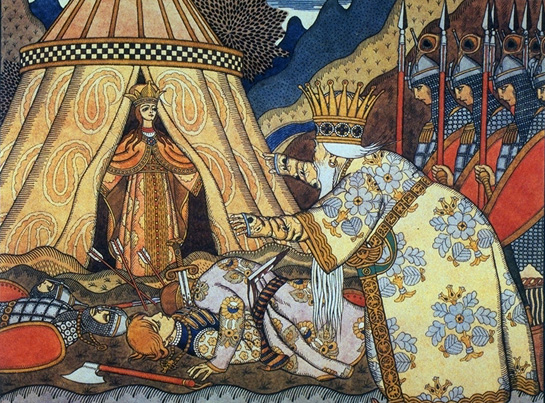
イヴァン・ビリビンによるドドン王とシェマハの女王、1906年。

ドドン王の軍勢が戦場に到着すると、味方の軍勢は全滅しており、グヴィドン、アフロン両王子は刺し違えて死んでいた。王は嘆き悲しみながらも敵の姿を捜す。夜が明け霧が晴れると、一つの派手な模様の天幕があるのが見える。ポルカンが大砲で攻撃しようとすると、天幕の中からシェマハの女王が4人の女奴隷を従えて登場、「太陽への讃歌」を歌う。ドドン王もポルカンもその歌声にうっとりとする。女王はドドン王の都を軍隊の力でなく美の力によって奪いに来たと王に告げ、王とポルカンにワインを振舞う。
兵士たちは退き、戦死者の遺体も片付けられ、舞台には3人だけが残る。女王はドドン王に愛を語るが、ポルカンが話の邪魔をするので、王に命じてポルカンを追い出してしまう。再び女王はドドン王に愛の告白をし、アリア「ああ青春はすぐに衰え」を歌う。そして、ドドン王も一曲歌えと言い、王はグースリ片手にやけくそで歌う出す。女王は歌を聞いて笑い、王子たちも自分を愛したため、刺し違えたのだと語る。王は怒るが、女王は王を忘れて東方の自分の生まれ故郷を思い、歌い、泣き始める。ドドン王が慰めると、女王は王に踊りを求める。生まれてから一度も踊ったことのないドドン王だが、無理やり踊らされ、疲れて倒れてしまう。
王はシェマハの女王の前に跪き、国も自分もお前のもの、都で一緒に暮らそうと申し出る。出発の支度をする中、女王の女奴隷たちはドドン王を嘲笑する歌を歌うが、王は有頂天で兵士たちに花嫁と凱旋だと告げる。兵士たちの万歳の合唱で幕。

### 第3幕
ドドン王の宮殿前の通り。

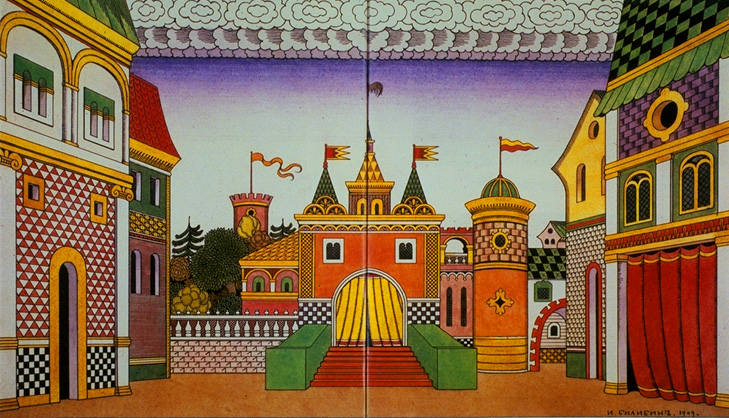
イヴァン・ビリビンによる宮殿前の通りのデザイン、1909年。

不安に駆られた都の民衆が集まって来る。アメールファが登場し、王様が女王様を連れて凱旋なさる、皆で迎えようと告げる。ラッパが鳴り、凱旋の行列が近づいて来る。初めは王の軍隊、次にシェマハの女王の従者が続くが、大男や矮人、犬頭や一つ目など夢で魘される様な行列である。最後に王と女王を乗せた馬車が登場し、民衆は王を讃える。
星占い師が登場し、褒美としてシェマハの女王を求めるので、ドドン王は翻意させようとするが、星占い師は頑固に女王を求める。怒った王は、笏で星占い師の頭を打ち、殺してしまう。すると、雷がとどろき、シェマハの女王が笑い始める。女王は、王を化け物と言い、お前もお前の馬鹿な国民も消えてしまえと叫ぶ。金鶏が突然耳をつんざくような鳴き声で「爺の頭を突っつくぞ!」と叫び、ドドン王の頭を突く。ドドン王は死ぬ。
雷鳴とともに辺りは暗闇に包まれる。シェマハの女王は笑い声とともに消え、金鶏もいなくなっている。民衆だけが取り残されて、ドドン王を偲んで歌う。次の夜明けはいつ来るのか、王様無しでどうなるのか。

### エピローグ
幕の前に星占い師が現れて、「お話はお終い。悲惨な結末を畏れなくてもいい。何故なら実在したのは私と女王だけ。残りは幻さ。」と告げ、観客に一礼して姿を消す。

## 主要曲
- 組曲（オペラ『金鶏』からの4つの音楽的絵画、Четыре музыкальных картины из оперы «Золотой петушок»）後述
- シェマハの女王のアリア「太陽への讃歌」（Ответь мне, зоркое светило）第2幕
  - フリッツ・クライスラーによるヴァイオリン独奏用編曲（1919年）もある。
- シェマハの女王のアリア「ああ青春はすぐに衰え」（Ах, увянет скоро младость）第2幕

### 組曲
オペラの完成以前に、リムスキー＝コルサコフは他の自作オペラと同じように演奏会用組曲を作る構想を抱いていた。手始めに全曲のうちから「序奏」と「婚礼の行列」を抜粋し、1908年2月16日にパリで開催されたロシア音楽演奏会でフェリックス・ブルーメンフェルトの指揮により初演を行っている。リムスキー＝コルサコフがユルゲンソン社に送った手紙によれば、組曲は今日演奏される内容とほぼ違いはないが、途切れなく演奏される単楽章形式を構想しており、1908年の夏に編曲作業を行おうとしていたことが伺われる。だが、リムスキー＝コルサコフは作業に取り掛かることなく急逝してしまい、組曲はリムスキー＝コルサコフ未亡人ナジェージダの要請により、生前のプランに即して、娘婿のシテインベルクおよびグラズノフが共同してまとめ上げた。「オペラ『金鶏』からの4つの音楽的絵画」と名付けられ1909年にユルゲンソン社から出版されている。構成は以下の通りである。
- 第1曲 序奏とドドン王の眠り（Царь Додон у себя дома）
- 第2曲 戦場のドドン王（Царь Додон в походе）
- 第3曲 ドドン王とシェマハの女王の踊り（Царь Додон у Шемаханской царицы）
- 第4曲 婚礼の祝宴とドドン王の哀れな末路と死－終曲（Свадьба и печальный конец Додона）

第1曲は「宮廷のドドン王」とされることがあり、第3曲のシェマハの女王は「シュマハの女王」と訳されることがある。

## 主な録音・映像
歌手は配役順（ドドン王、グヴィドン王子、アフロン王子、ポルカン大臣、女官長アメールファ、星占い師、シェマハの女王、金鶏）

### 録音
- アレクセイ・コヴァリョフ、エフゲニー・アクーロフ指揮全連邦放送オペラ・シンフォニー・オーケストラ・合唱団、コロリョフ、エルニコフ、ポリャーコフ、クチトロフ、クレシチェヴァ、ピシチャエフ、カディンスカヤ、ポリャーコヴァ（1962年）
- ジュリアス・ルーデル指揮ニューヨーク・シティ・オペラ管弦楽団・合唱団、トレイグル、グレイズ、スミス、ピエルソン、コスタ＝グリーンスポン、ディ・ジュゼッペ、シルズ、ヤング（1971年11月9日ライヴ、英語歌唱）
- ディミタール・マノロフ指揮ソフィア国立歌劇場管弦楽団・合唱団、ストイロフ、ボドゥロフ、ウグリノフ、ヴィデフ、ババチェヴァ、ディアコフスキー、ストヤノヴァ、ストイロヴァ（1985年）
- ドミトリー・キタエンコ指揮モスクワ・フィルハーモニー管弦楽団・モスクワ放送合唱団、ネステレンコ、ヴォイナロフスキー、スヴィストフ、モチャーロフ、コトヴァ、タルホフ、ウスチノヴァ、シャラエヴァ（1987年）
- エフゲニー・スヴェトラーノフ指揮ボリショイ劇場管弦楽団・合唱団、エイゼン、ミシェンキン、レートキン、ニジェンコ、ガポーノヴァ、ビクチミーロフ、ブリリョーヴァ、ウダーロヴァ（1988年5月26日ライヴ）

### 映像
- エフゲニー・スヴェトラーノフ指揮ボリショイ劇場管弦楽団・合唱団、ミハイロフ、ミシェンキン、ムンツァエフ、ニジェンコ、ザレンバ、マルケロフ、ジューリナ、ウダーロヴァ（1989年7月12日、東京文化会館ライヴ）
- ケント・ナガノ指揮パリ管弦楽団・マリインスキー劇場合唱団、シャギドゥーリン、レヴィンスキー、ブレーウス、バンニク、マニースチナ、バンクス、トリフォノヴァ、サエンズ（2002年12月22,26,28日、シャトレ座ライヴ、市川猿之助演出）